# Cladonota undulatus
Cladonota undulatus är en insektsart som beskrevs av Walker. Cladonota undulatus ingår i släktet Cladonota och familjen hornstritar. Inga underarter finns listade i Catalogue of Life.